# 子齹
子齹（？—？），姬姓，罕氏，名婴齐，字子齹，是罕虎的儿子，郑国上卿。
前526年夏季四月，郑国的六卿为来访的晋国中军将韩起在郊外饯行。韩起说：“请诸位都赋诗一首，我也就可以知道郑国的意图了。”子齹赋了《野有蔓草》，韩起说：“孺子好啊！我有希望了。”赋诗结束后，韩起很高兴，说：“郑国差不多要强盛了吧。诸位用国君的名义赏赐我，所赋的诗均为《郑风》，不出郑国之外，都是表示友好的。诸位的家族都已传了几代，可以不必惧怕什么了。”韩起给六人都送上马匹，并赋诗《我将》。子产拜谢，又让其他五个卿也拜谢。